# Свободный (Дергачёвский район)
Свободный —посёлок в Дергачёвском районе Саратовской области в составе сельского поселения Зерновское муниципальное образование.

## География
Находится на расстоянии примерно 41 километр по прямой на юг-юго-запад от районного центра поселка Дергачи.

## История
Официальная дата основания 1929 год.

## Население
Постоянное население составляло 296 человека в 2002 году (казахи 59%, русские 29%) , 235 в 2010.